# Municipio de King (Iowa)
El municipio de King (en inglés: King Township) es un municipio ubicado en el condado de Winnebago en el estado estadounidense de Iowa. En el año 2010 tenía una población de 652 habitantes y una densidad poblacional de 7 personas por km².

## Geografía
El municipio de King se encuentra ubicado en las coordenadas 43°23′32″N 93°47′2″O / 43.39222, -93.78389. Según la Oficina del Censo de los Estados Unidos, el municipio tiene una superficie total de 93.11 km², de la cual 93,08 km² corresponden a tierra firme y (0,03 %) 0,03 km² es agua.

## Demografía
Según el censo de 2010, había 652 personas residiendo en el municipio de King. La densidad de población era de 7 hab./km². De los 652 habitantes, el municipio de King estaba compuesto por el 98,01 % blancos, el 0,77 % eran asiáticos, el 0,61 % eran de otras razas y el 0,61 % eran de una mezcla de razas. Del total de la población el 0,77 % eran hispanos o latinos de cualquier raza.